# Departamento Cuscatlán
Cuscatlán ist eines von 14 Departamentos in El Salvador.
Die Hauptstadt des Departamentos ist Cojutepeque. Der Name Cuscatlán geht zurück auf die Sprache Nawat (Pipil) und bedeutet so viel wie „Land der Juwele“. Gegründet wurde das Departamento am 22. Mai 1835.
Die Hauptwirtschaftszweige in Cuscatlán sind der Anbau von Zuckerrohr, Kaffee und Tabak. Bekannt ist das Departamento für die Wurstspezialität Chorizo.

## Municipios
Das Departamento Cuscatlán ist in 17 Municipios unterteilt:
1. Candelaria
2. Cojutepeque
3. El Carmen
4. El Rosario
5. Monte San Juan
6. Oratorio de Concepción
7. San Bartolomé Perulapía
8. San Cristóbal
9. San José Guayabal
10. San Pedro Perulapán
11. San Rafael Cedros
12. San Ramón
13. Santa Cruz Analquito
14. Santa Cruz Michapa
15. Suchitoto
16. Tenancingo
17. Zacatecas